# Hadroneura oregona
Hadroneura oregona är en tvåvingeart som först beskrevs av Cole 1919.  Hadroneura oregona ingår i släktet Hadroneura och familjen svampmyggor.
Artens utbredningsområde är Oregon. Inga underarter finns listade i Catalogue of Life.